# گورنگه کرنگینو
گورنگه کرنگینو (به صربی: Gornje Krnjino) یک منطقهٔ مسکونی در صربستان است که در Opština Babušnica واقع شده‌است. گورنگه کرنگینو ۲۴۸ نفر جمعیت دارد.